# رنه تام
رنه فردریک تُم (به فرانسوی: René Frédéric Thom)، ‏ (۲ سپتامبر ۱۹۲۳- ۲۵ اکتبر ۲۰۰۲) ریاضی‌دان فرانسوی و برنده جایزه فیلدز در ۱۹۵۸ است. او در زمینه توپولوژی تحقیقاتی کرده‌است والبته افتخار بزرگ‌تر، کار بر روی نظریه فاجعه بود که بعدها توسط پروفسور کریستوفر زیمن گسترش پیدا کرد.